# HSBC

HSBC 로고

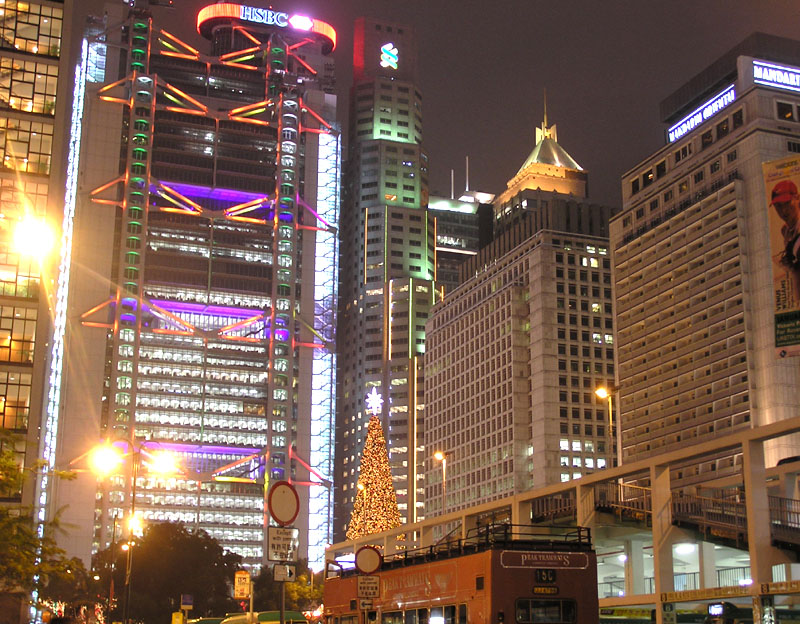
HSBC 홍콩 본점 빌딩

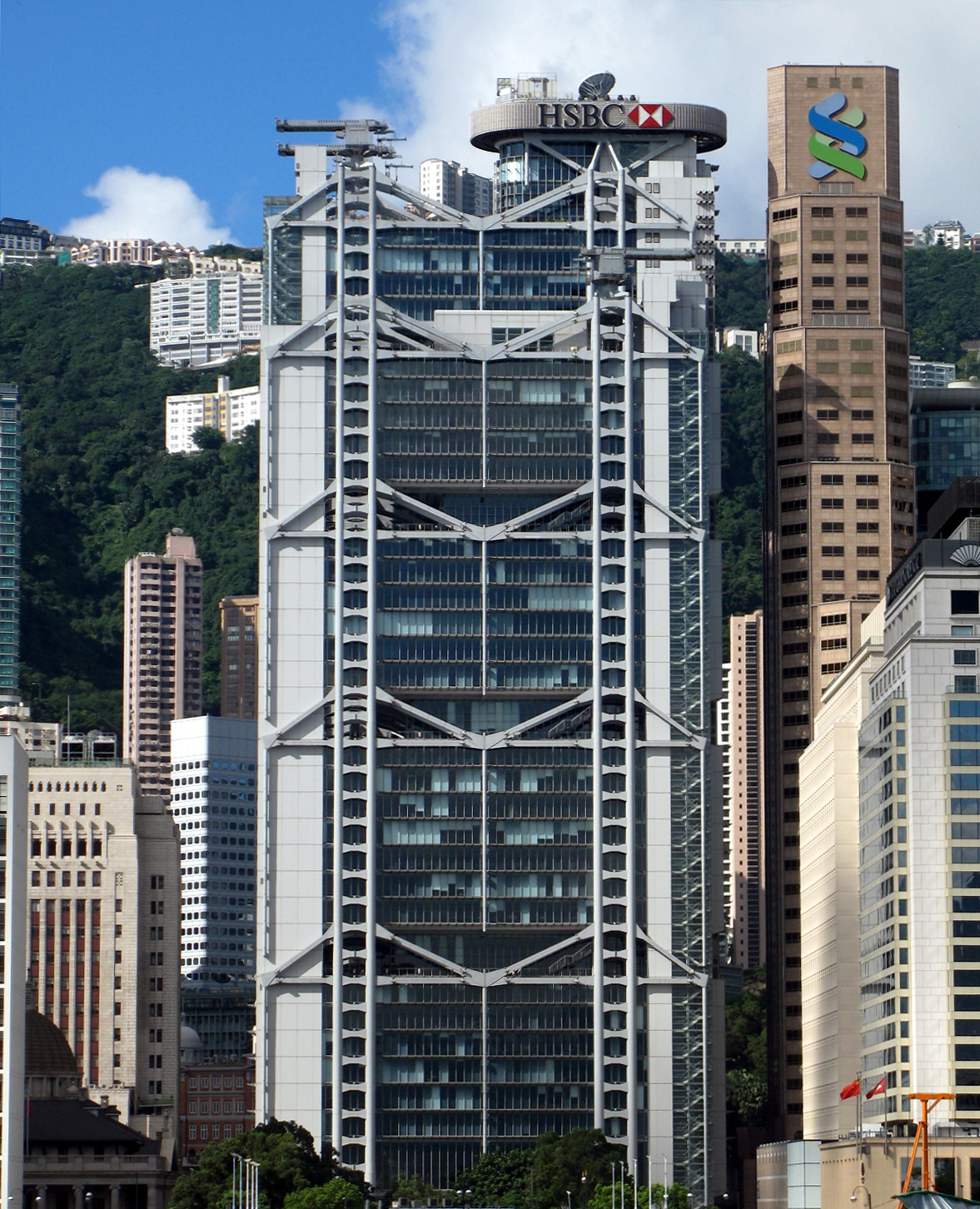
The HSBC Main Building in Hong Kong, which was designed by 노먼 포스터가 설계하고 1985년에 완공 한 홍콩의 HSBC 본관

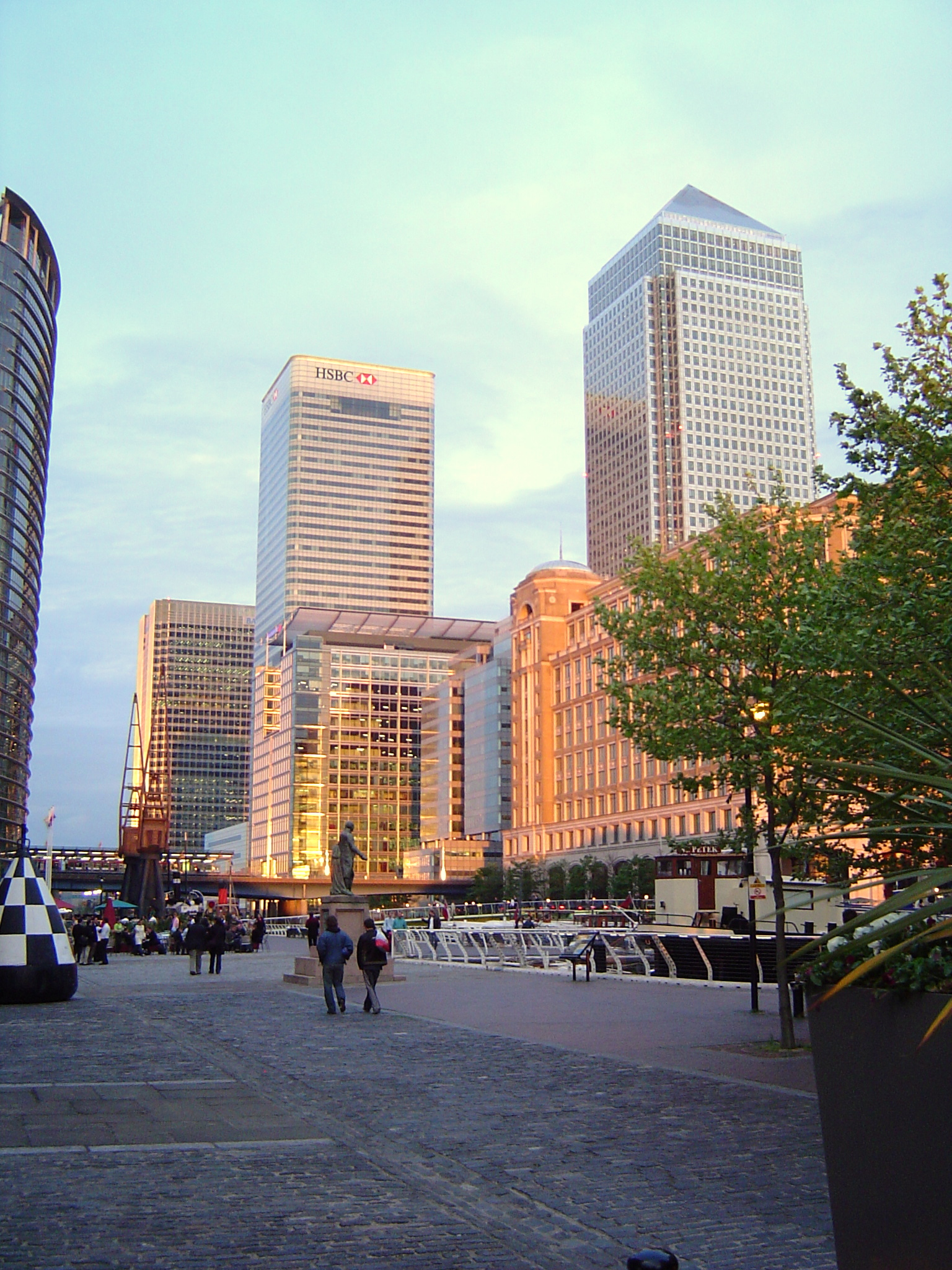
런던 카나리 워프 HSBC 본사

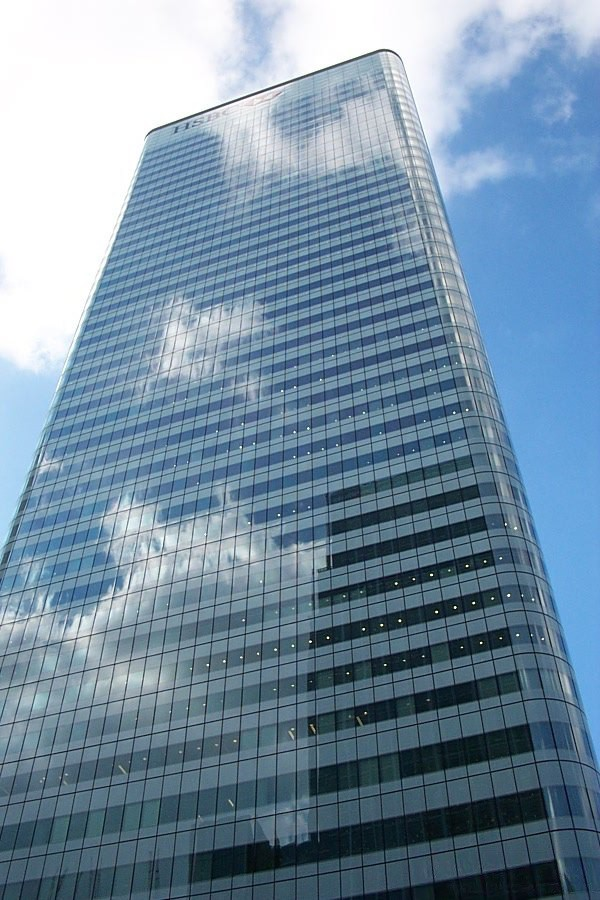
캐나다 스퀘어에 HSBC 세계 본부 카나리 워프 (Canary Wharf), 런던

HSBC(런던: HSBA, NYSE: HBC, 유로넥스트: HSBC, 홍콩: 0005) 혹은 후이펑(회풍, 중국어 간체자: 汇丰, 정체자: 匯豊)은 영국의 금융 그룹이다. HSBC는 홍콩·상하이 은행(Hongkong and Shanghai Banking Corporation)의 머릿글자를 딴 것이다. 1865년 홍콩에서 스코틀랜드의 토마스 서덜랜드가 설립했으며, 1991년 본사가 영국 런던으로 옮겨 갔다. 2008년 포브스 지가 선정한 세계 2000대 기업 중 1위를 차지했다.

## 개요
HSBC는 상시 승계 계획을 보유하고 있는 회사이다. 회사의 전략 수행에 필요한 핵심 포지션을 선정해 놓고, 해당 포지션에 적합한 사내외 인재풀을 상시 데이터베이스화해서 관리하고 있고, 이를 주기적으로 업데이트한다. 해당 포지션에 요구되는 역량 수준 역시 명확히 설정돼 있다. 전략 수행에 필요한 핵심 포지션별로 '벤치의 힘'(Bench Strength)을 관리할 수 있는 상시 시스템을 운영하고 있기 때문에 핵심 포지션 공백에 따른 사업리스크의 최소화가 가능해졌다.

## 대한민국 HSBC
계열사인 HSBC은행은 구한말인 1897년에 제물포사무소를 열면서 대한민국에 처음 진출했다. 1982년 부산 지점을 개설하며 본격적인 영업을 시작했다. 서울, 경기 및 대전, 대구, 부산에 11개 지점을 운영했으나, 2013년 7월 8일부터 개인 소매금융 업무 폐지와 함께 11개 지점 중 10개소의 폐쇄를 추진하고 있다.

## 같이 보기
- 홍콩상하이은행
- 외국 및 식민지 신탁회사